# Mare de Déu de Lurdes de la Clínica dels Plàtans
La Mare de Déu de Lurdes de la Clínica dels Plàtans és la Capella de la Clínica dels Plàtans, en el barri d'aquest mateix nom, de Perpinyà, a la comarca del Rosselló, de la Catalunya del Nord.
És al sector nord-est del centre de Perpinyà, al número 18 de l'allée de les Camèlies de Perpinyà.
Desapareguda d'aquest lloc la clínica, reconvertida en habitatges particulars, la capella fou desmantellada i convertida en part d'un d'aquests habitatges.